# Odeur des pieds
Pour les articles homonymes, voir Odeur (homonymie).

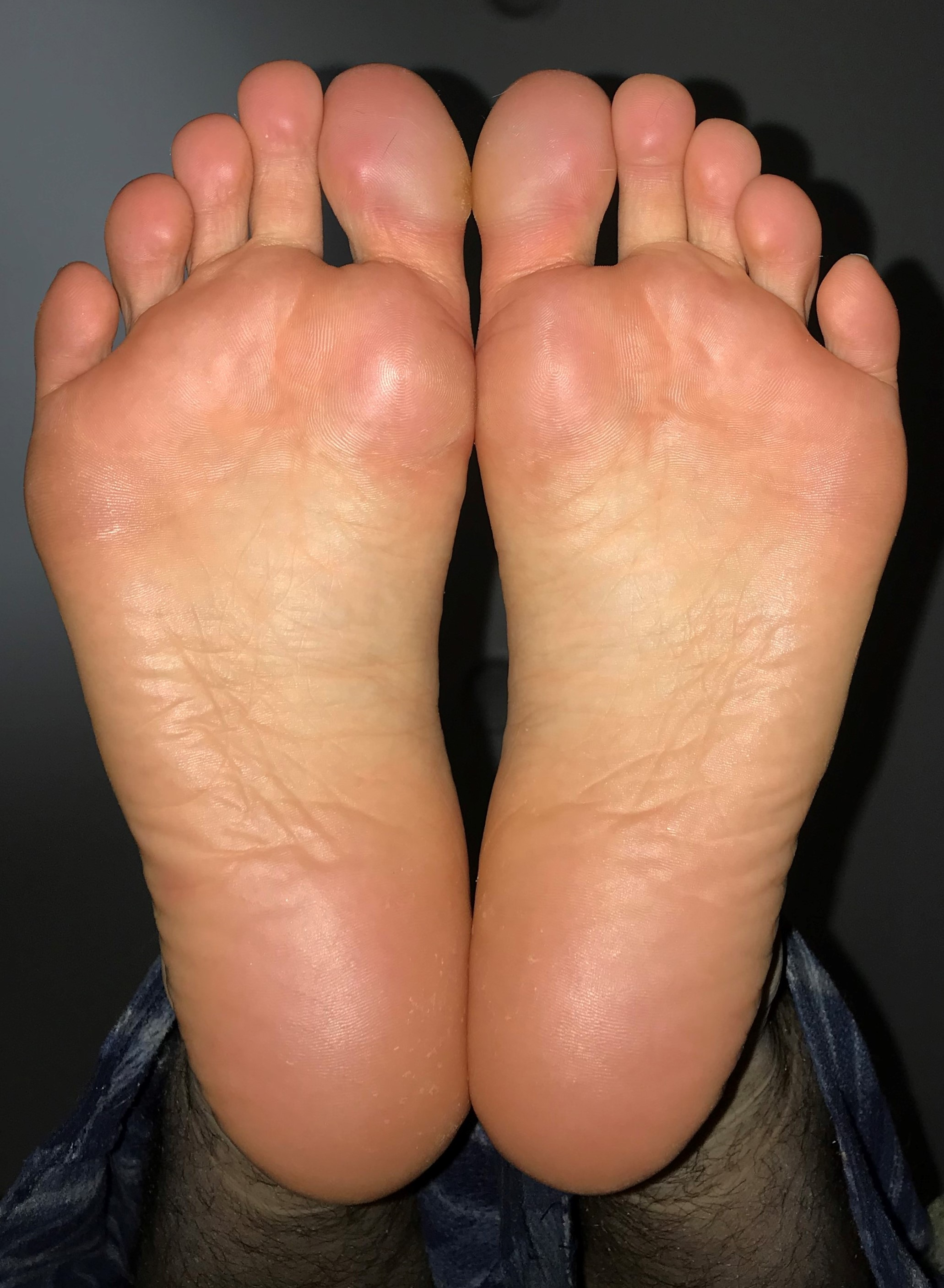
Pieds d'un homme vus du dessous.

L’odeur des pieds est une odeur corporelle provenant des pieds. Elle est généralement considérée comme déplaisante.

## Causes
Sa principale cause est la sueur. La sueur en elle-même est inodore, cependant elle crée un environnement favorable au développement de bactéries naturellement présentes sur la peau (microbiote cutané humain). Il s'agit principalement de Brevibacterium spp qui produisent du méthanethiol à l'origine de « l'odeur des pieds » (ces brévibactéries attaquent la kératine des squames, la dégradation de la méthionine formant le méthane-thiol) et seraient responsables de l'attraction vis-à-vis de certains insectes dont les moustiques. L'odeur des fromages ressemblant à celle des pieds ne peut être dissociée de leur microbiote commun constitué notamment de brévibactéries qui synthétisent du carotène responsable de la croûte orangée de certains fromages (munster, époisses) et de la couleur des pieds légèrement plus orangée que celle des mains.
La peau des pieds, rendue humide et chaude par le port de chaussettes et de chaussures empêchant une bonne ventilation durant plusieurs heures, favorise le développement des brévibactéries. Le polyester et le nylon, matières les plus répandues dans la fabrication des chaussettes, ne permettent pas à l'air de passer comme le coton ou la laine. Porter des chaussettes en polyester ou en nylon peut ainsi augmenter les risques de sueur et intensifier l'odeur des pieds.

## Prévention
Des méthodes peuvent être utilisées pour empêcher ou diminuer les risques d'odeur déplaisante aux pieds. Cependant, une méthode efficace est le bicarbonate de sodium (un sel blanc basique également connu sous les termes de carbonate monosodique, bicarbonate de soude, hydrogénocarbonate de sodium ou carbonate acide de sodium). Le bicarbonate de sodium devrait créer un environnement hostile pour les bactéries responsables des mauvaises odeurs[réf. nécessaire].
Certains types de poudres et semelles charbon actif ont été développés pour prévenir les odeurs de pieds en les gardant au sec. Des semelles spéciales en cèdre peuvent être recommandées pour leur caractéristique antibactérienne. L'hygiène est importante pour éviter les odeurs.